# Obriachi

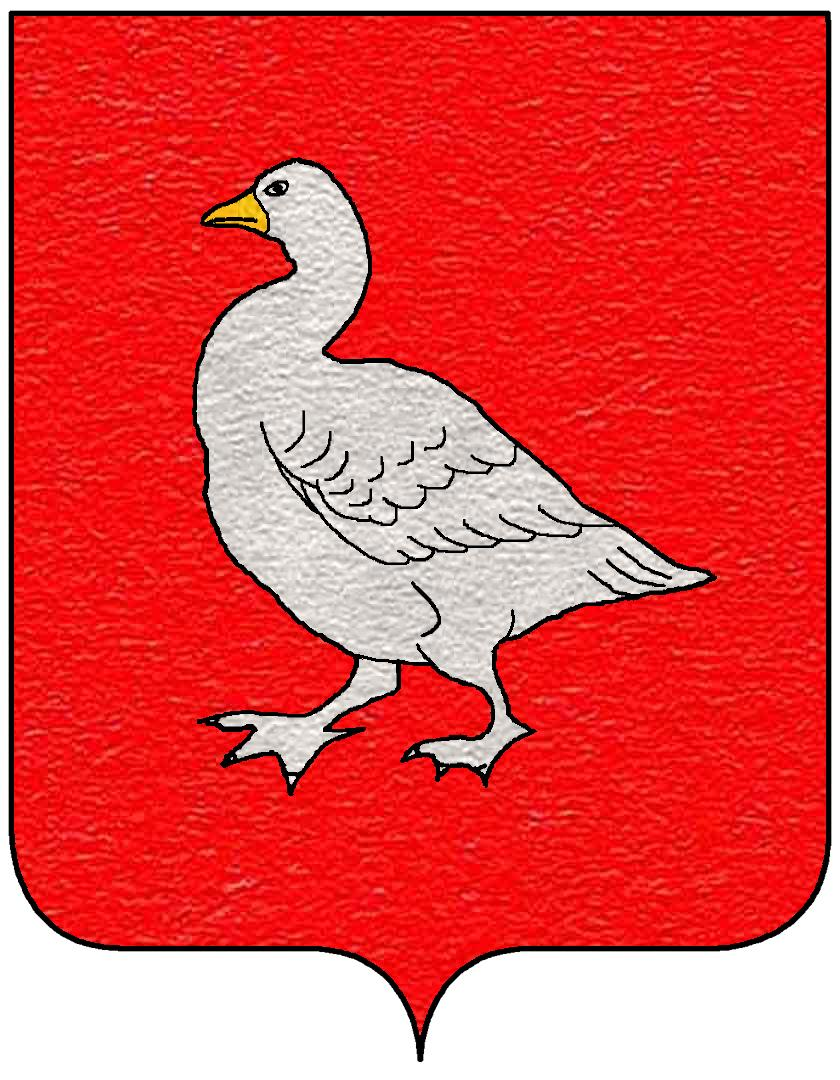
Stemma Obriachi

Gli Obriachi o Ubriachi erano una famiglia di Firenze. In seguito all'esilio si disperse in Italia e a Venezia, dove fu nota soprattutto come "Embriachi", fondò una bottega di intagliatori d'avorio che divenne celebre in tutta Europa.

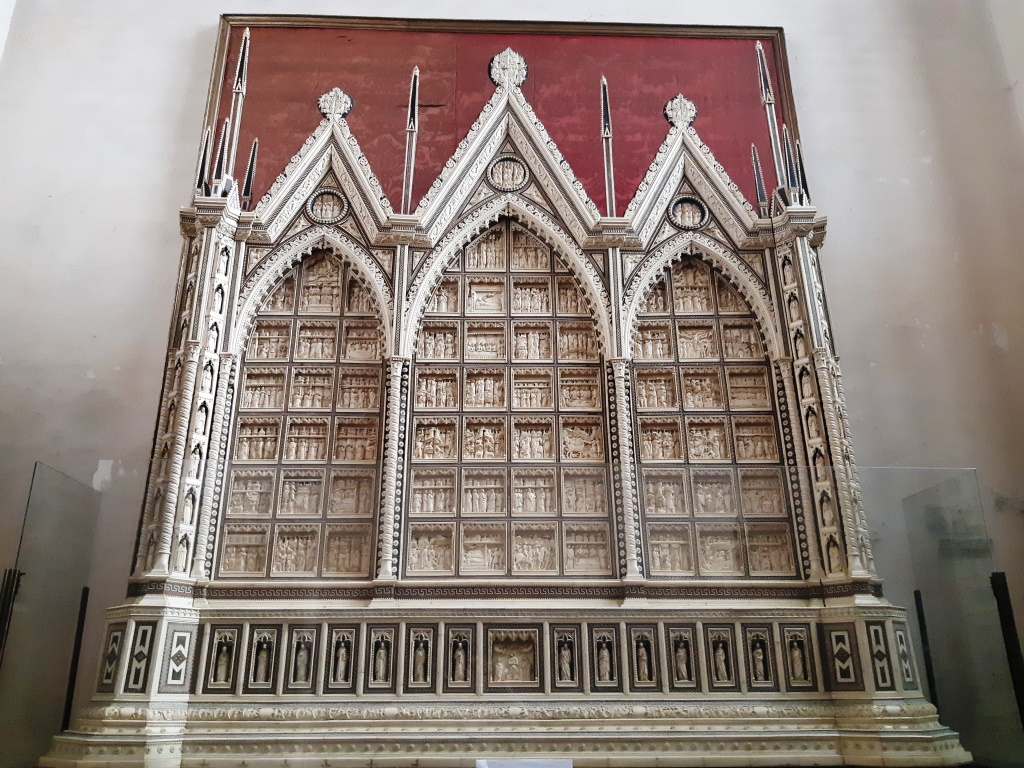
Bottega degli Embriachi, trittico della Certosa di Pavia

## Storia familiare
La prima menzione risale al 1173, ed erano un'importante famiglia ghibellina di Oltrarno. Essi ottennero una rapida fortuna con l'attività di banchieri, soprattutto trafficando con la Sicilia, per un periodo del XIII secolo ebbero un quasi monopolio del mercato dell'isola grazie ai loro appoggi anti-angioini in seguito ai Vespri siciliani del 1282.
Dante li citò nell'Inferno tra gli usurai (XVII, 61-63), accanto ad altre blasonate famiglie fiorentine e padovane. Essi sono indicati da un anonimo dannato che porta al collo una borsa con lo stemma di famiglia, un'oca bianca in campo rosso. Tra i banchieri fiorentini essi non erano certo i peggiori strozzini per meritarsi la menzione (anche se per Dante qualsiasi banchiere era "usuraio" secondo il concetto medievale, cioè cavava denaro dal denaro, violando la legge naturale del denaro che nasce dal lavoro materiale e intellettuale) ma forse il poeta, dopo i rapaci Gianfigliazzi, aveva bisogno di un'altra famiglia con uno stemma animalesco per sottolineare l'atmosfera grottesca del girone infernale degli usurai.
Dopo la battaglia di Benevento, che vide la definitiva sconfitta dei ghibellini fiorentini, emigrarono a Bologna e in Veneto. Tra gli usurai ricordati ci sono un Locco Obriachi, che operava in Sicilia e un certo Ciapo che a Bologna prestava soldi agli studenti.

## La Bottega degli Embriachi
A Venezia in particolare, forti di una tradizione artigiana di massimo pregio acquisita da alcuni membri della famiglia, a partire dalla fine del XIV secolo crearono la famosa Bottega degli Embriachi (vennero infatti ribattezzati così secondo il dialetto locale). 
Il loro fu uno dei più importanti laboratori di lavorazione primariamente dell’osso, in piccola parte dell’avorio, che raggiunse vertici ineguagliati, sia per la quantità che per la qualità della produzione a livello europeo.
La bottega era specializzata in opere eseguite ad intaglio e al tornio di sezioni in osso, motivo per cui sono di piccole dimensioni. Tuttavia non mancarono occasionalmente di eseguire anche pezzi di dimensioni più importanti per alcuni ricchi committenti. 
Al Louvre è esposta una grande pala d'altare offerta all'abbazia di Poissy dal duca di Berry Giovanni. 

Baldassarre degli Embriachi fu autore del grande trittico donato da Gian Galeazzo Visconti al primo altare della Certosa di Pavia (oggi esposto nella sagrestia vecchia) composto da 62 formelle nei pannelli e 54 statuine in osso intagliato con storie della vita di Gesù, storie della vita di Maria Vergine e di Cristo, storie della vita dei Re Magi. Poche formelle di questo trittico, di dimensioni più grandi, sono ricavate dall’avorio di elefante. 
Una specializzazione all'interno della Bottega era l'arte dell'intarsio. Con i materiali come osso, corno, peltro e alcune specie legnose venivano prodotti gli "intarsi a toppo", così chiamati, con raffinati disegni geometrici, applicati intorno alle scene o al centro di specchiature.
La famiglia si estinse nel 1436.

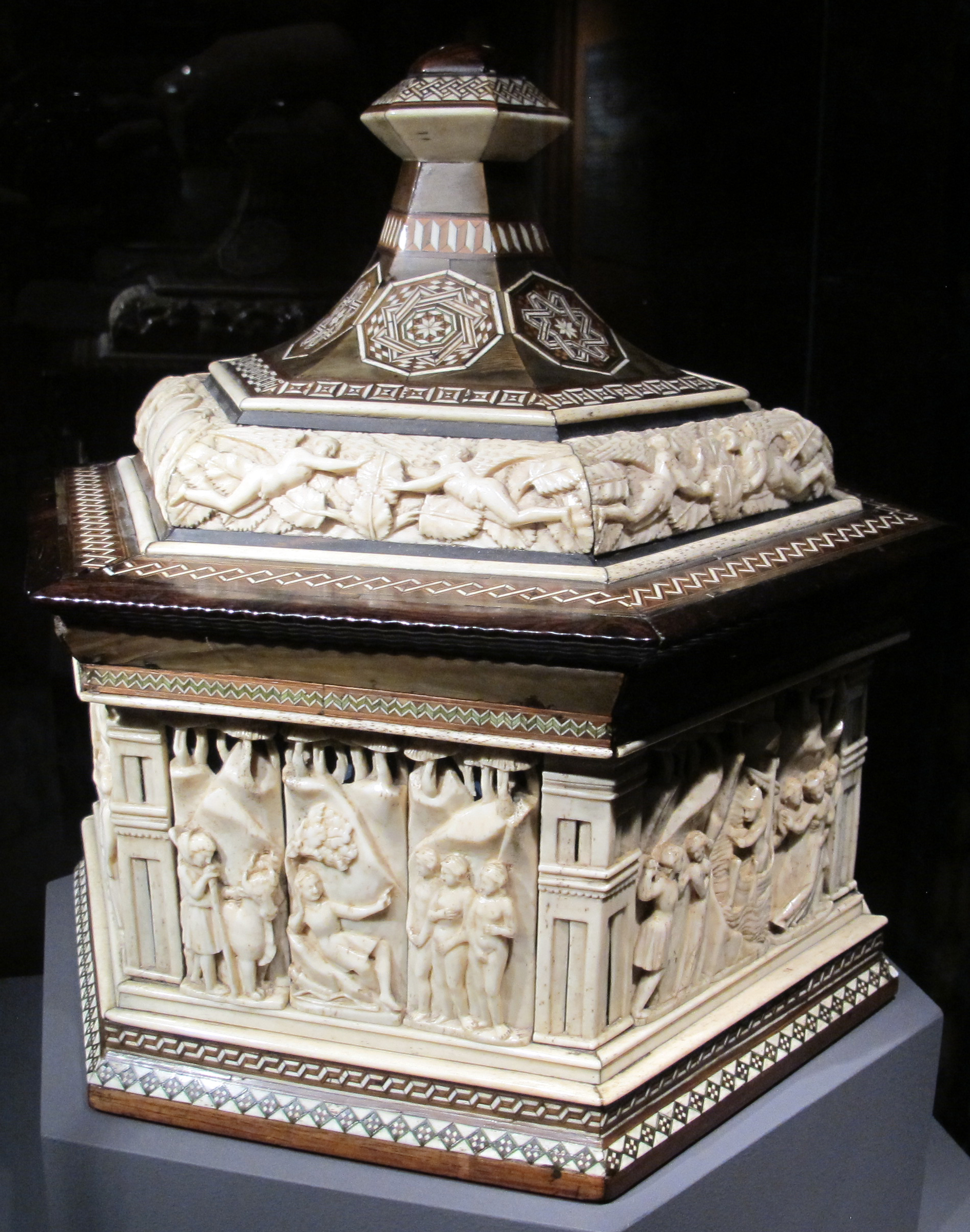
Cofanetto per gioielli,1390-1400 Historisches Museum, Berna
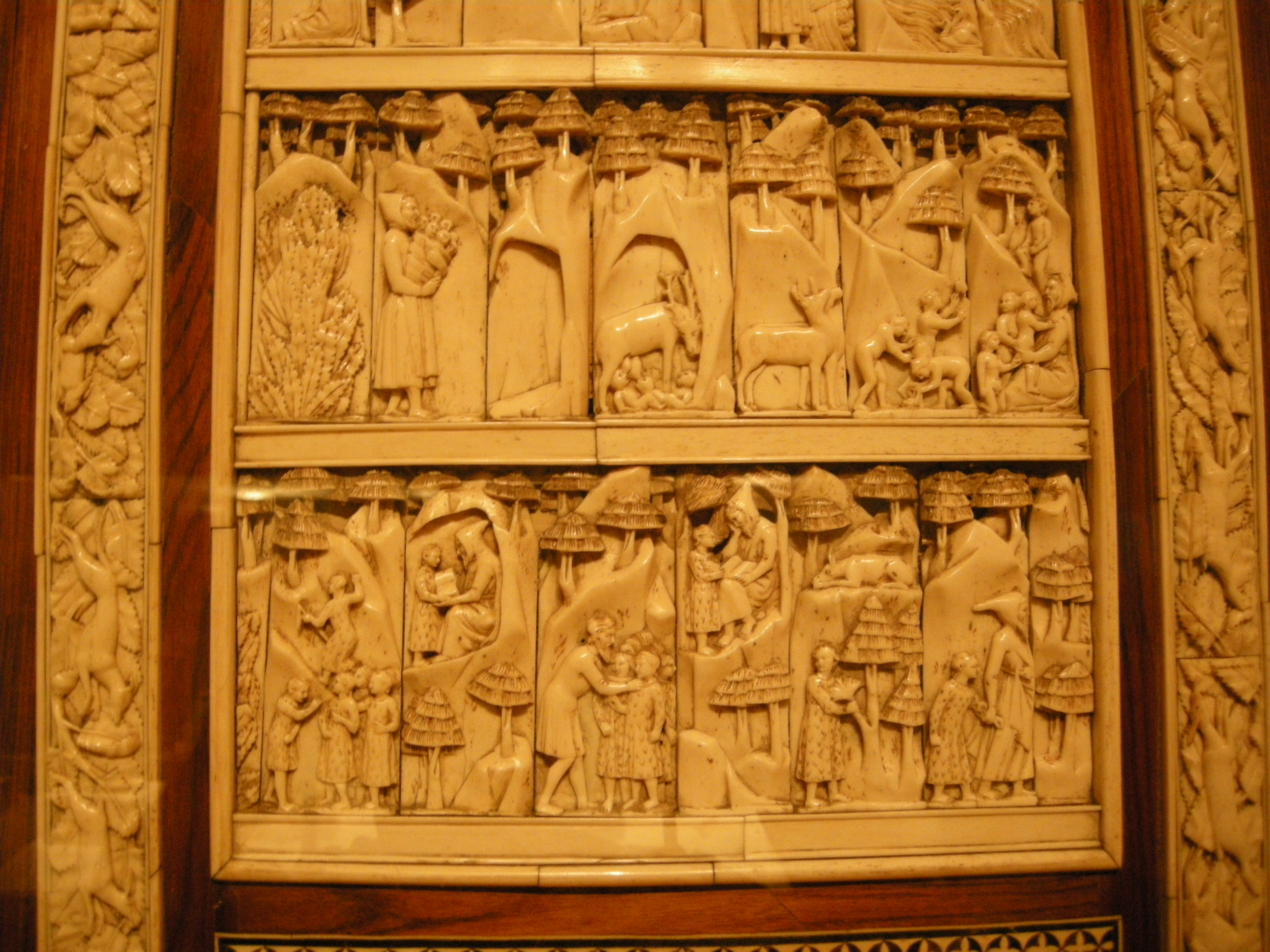
Confanetti Metropolitan Museum of Art, New York
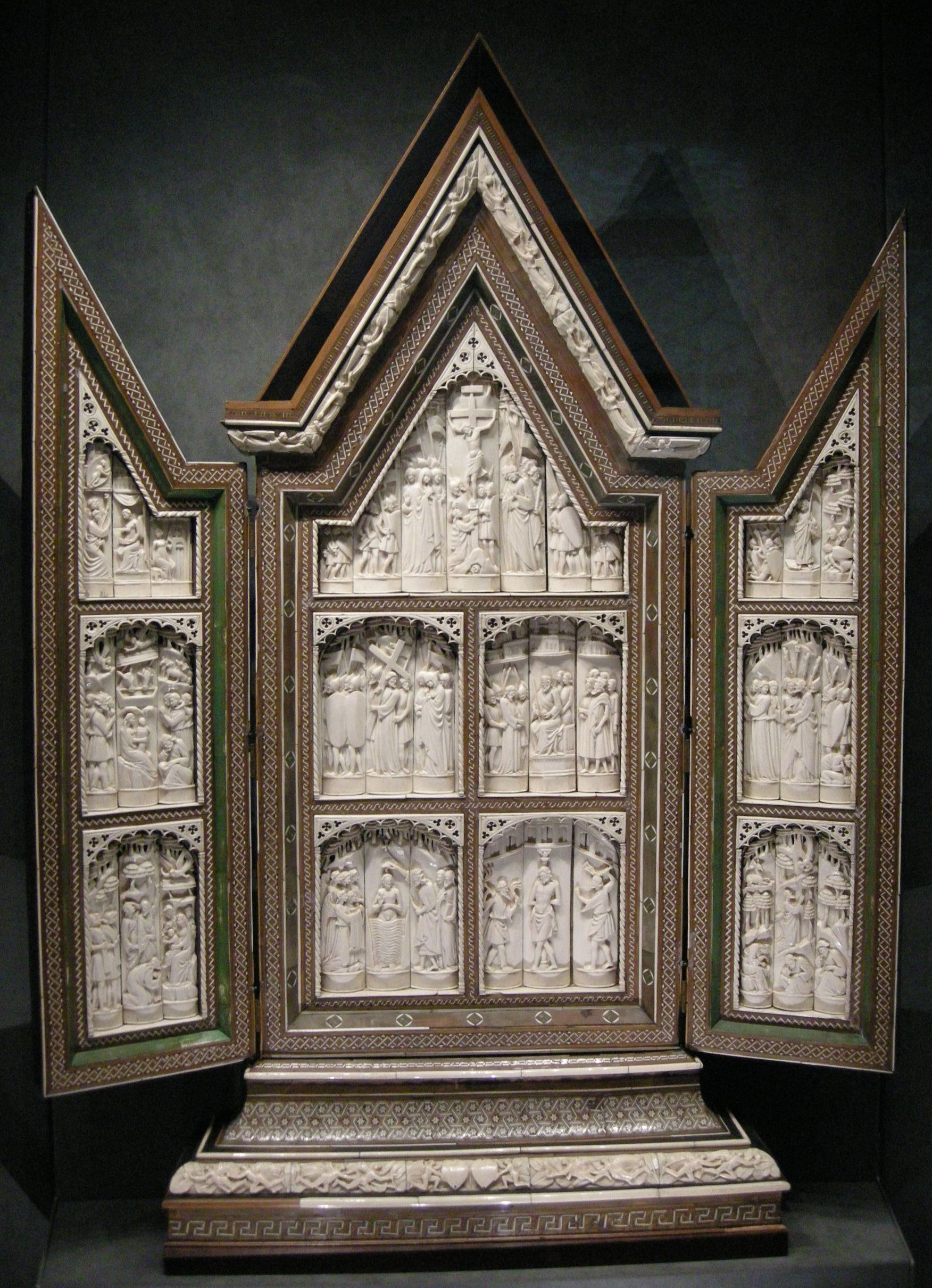
Tabernacolo Museo Civico, Torino
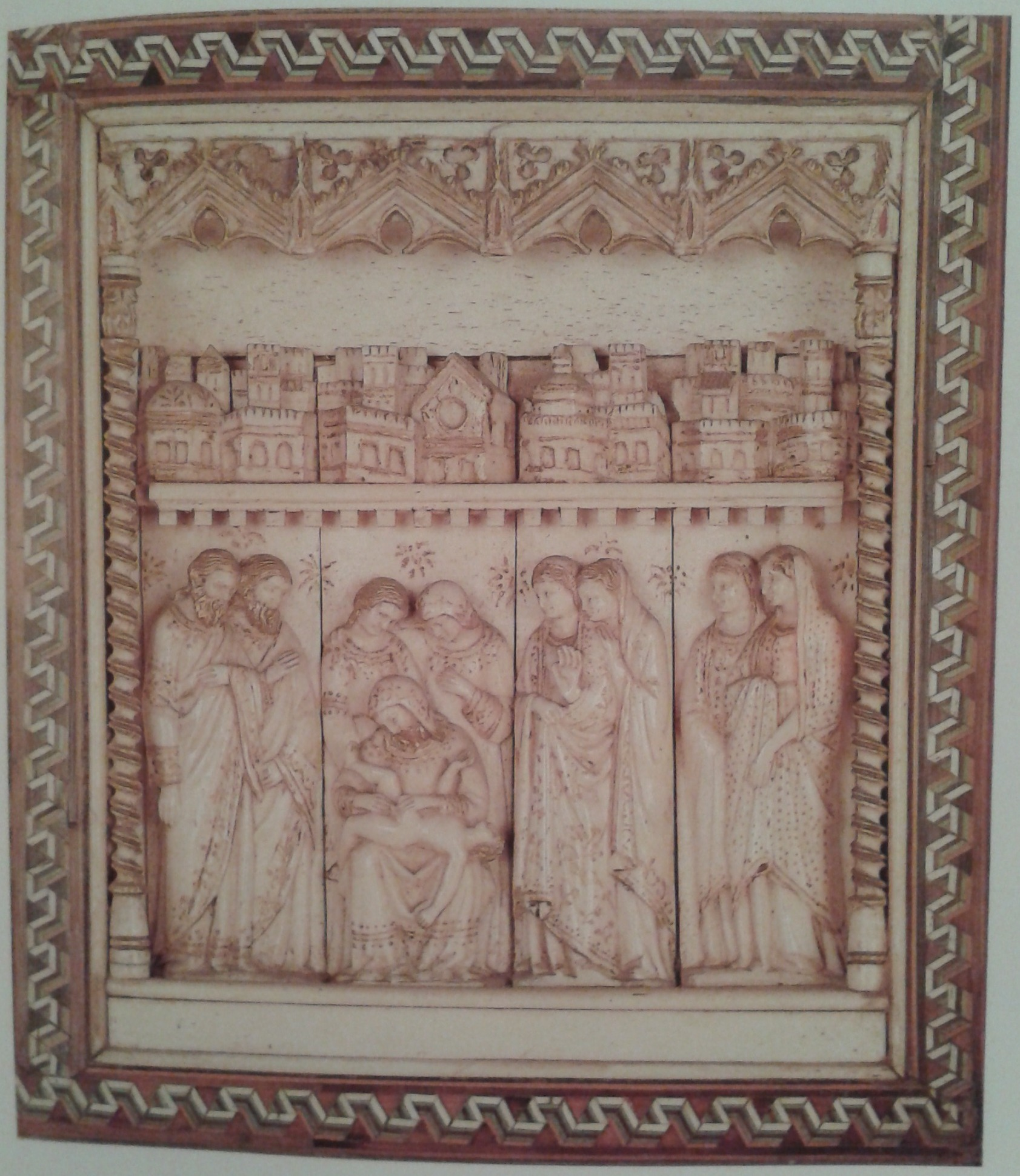
Circoncisione di Gesù dal Trittico della Certosa di Pavia
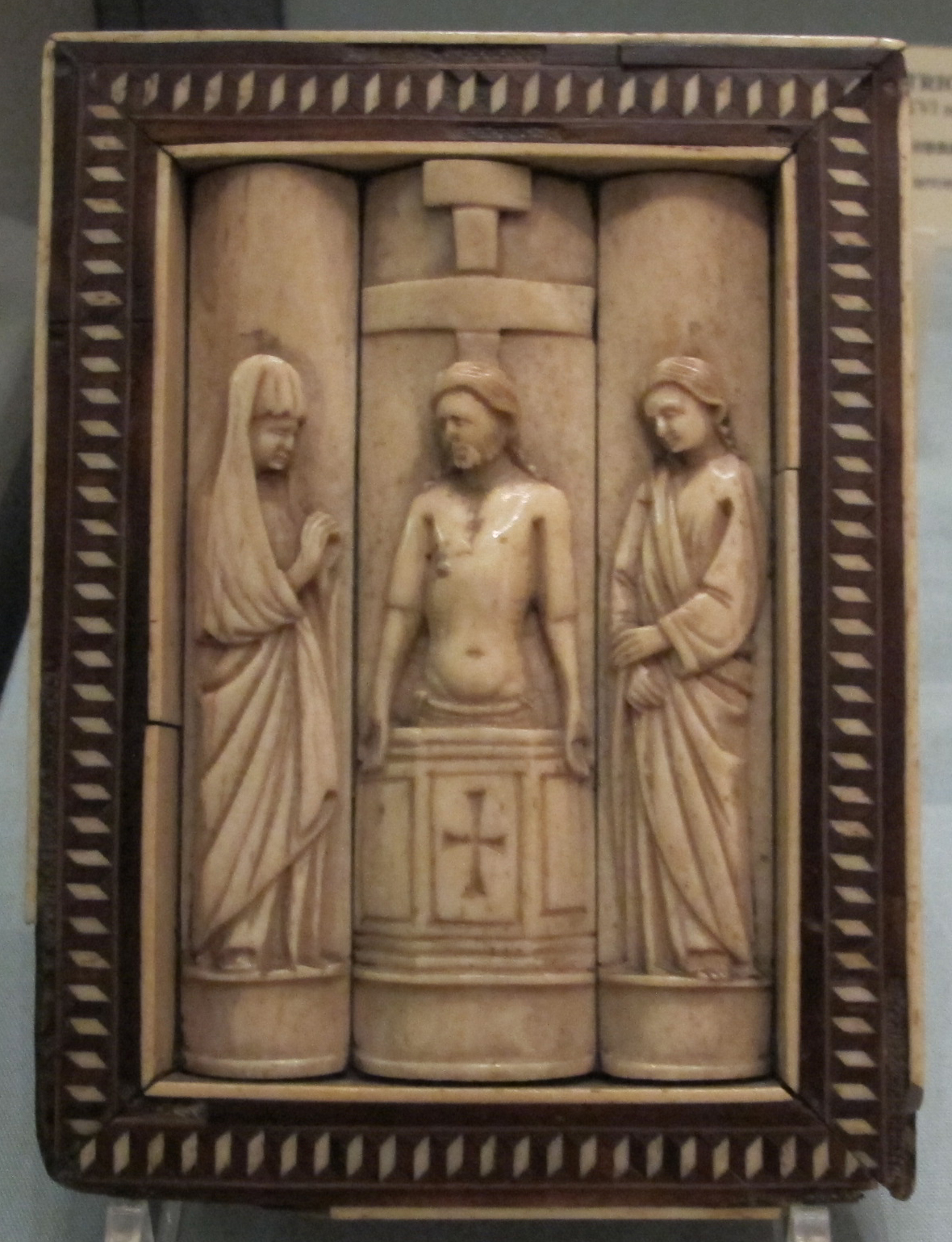
Pietà, 1425-1475 ca Museo Lia, La Spezia
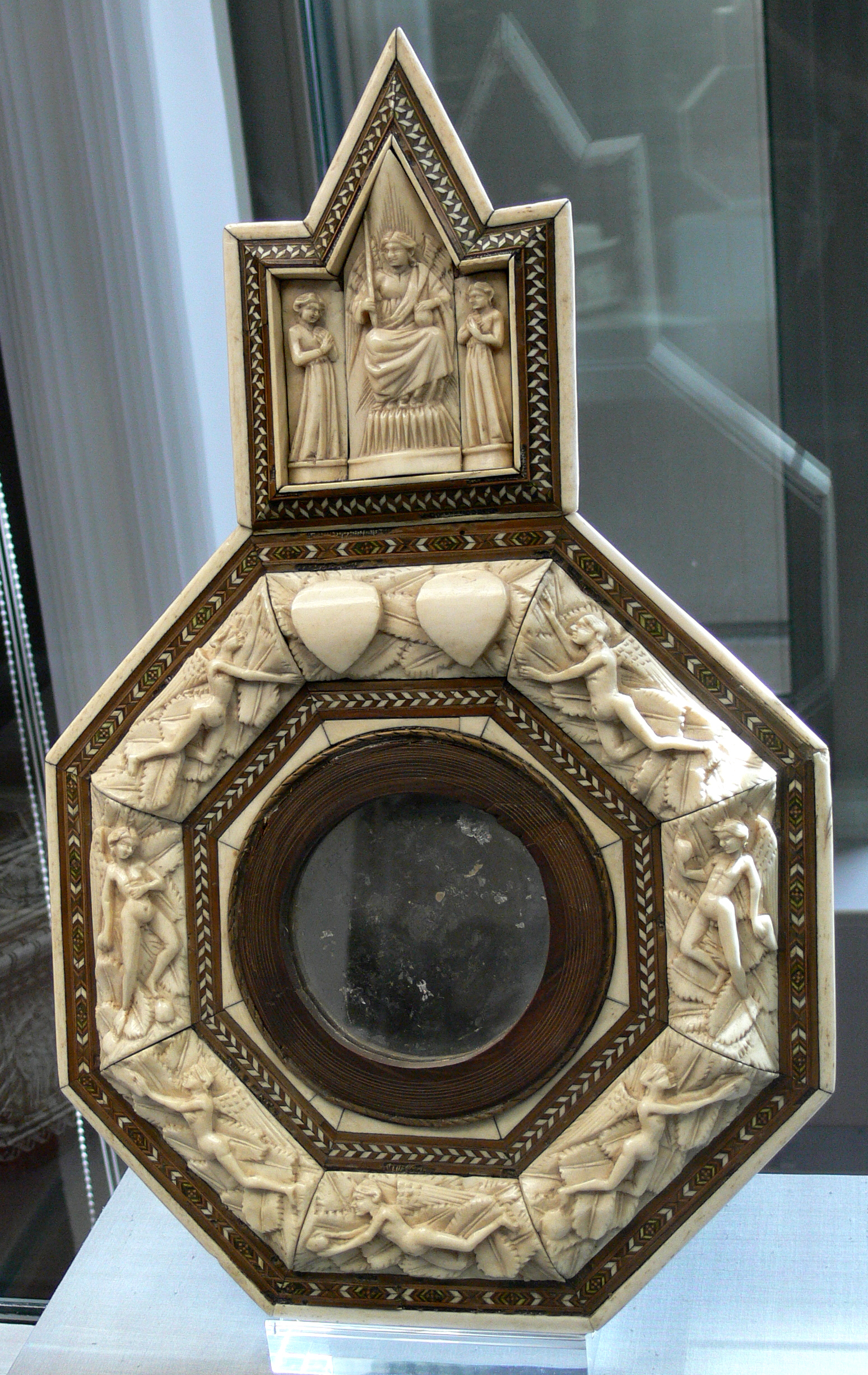
Specchio Kunstgewerbemuseum, Berlino
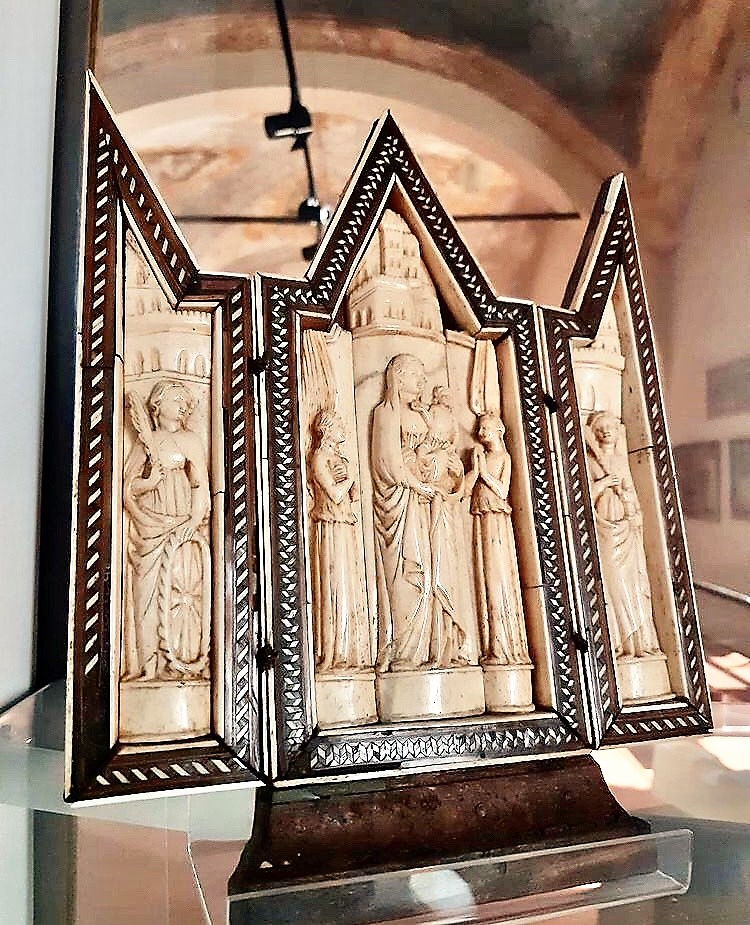
Piccolo tabernacolo, Pavia, Musei Civici